# Li Yuqin

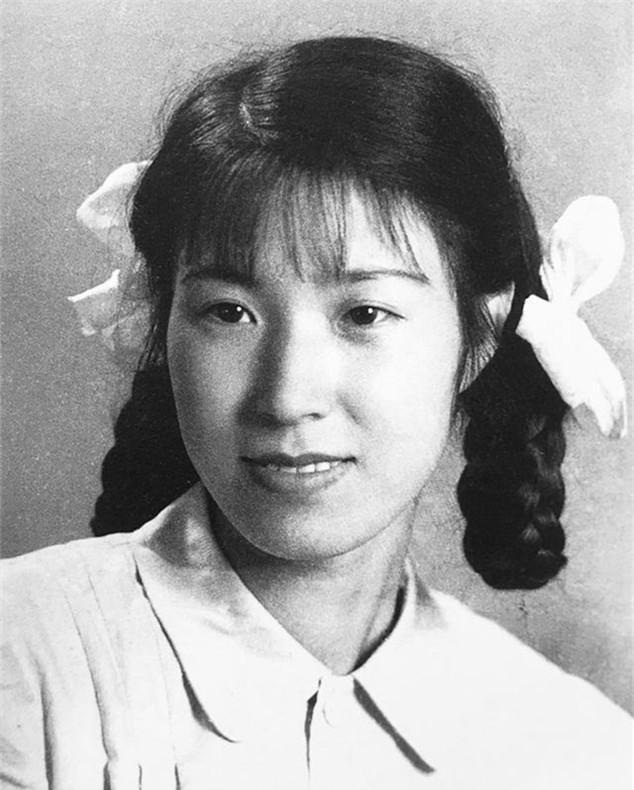
Li Yuqin

Li Yuqin, född 15 juli 1928, död 24 april 2001, var officiell konkubin och bihustru till Puyi, den tidigare kejsaren av Kina. När förbindelsen ingicks var han en regent som krönts till "Kangde-kejsare" i det japanskstyrda Manchukuo. Li Yuqin har kallats "Den sista kejserliga konkubinen". 

## Biografi
Li Yuqin tillhörde en hankinesisk medelklassfamilj i Changchun. Hennes far var tolk för en lokal missionärsorganisation och hennes mor ägde en sidenfarm. Hennes familj hade före avskaffandet av monarkin tillhört hovpersonalen i generationer och förvisats till landet efter 1912. 
Hon var elev i en flickskola, Nanling flickakademi i Changchun, i februari 1943, då hon och åtta andra elever plötsligt togs till en fotoateljé för att fotograferas. Därefter fick familjen ett meddelande om att Puyi önskade att hon skulle studera vid hovet. Hon utsattes för ett noggrant förhör av Yasunori Yoshioka. Hennes familj mottog en direkt order att föra henne till hovet. Hon genomgick en medicinsk undersökning och fördes till hovet, där hon undervisades i hovetikett av prinsessan Yunhe och utsågs till kejsarens konkubin med titeln Ädla Damen Fu. Hon utsågs för att ersätta Tan Yuling. Japanerna hade önskat att Puyi valde en japansk konkubin, men han fick dem att gå med på en icke japansk konkubin, och valde en så ung person som möjligt för att japanerna inte skulle uppfatta henne som politiskt farlig. 
Li uppgav senare att hon och Puyi hade samlag en enda gång och därefter inte hade mycket med varandra att göra. Hon levde ett bekvämt lyxliv i palatset och hade flera personliga tjänare. Hon uppgav senare att hon och Puyi endast hade samlag en enda gång, och därefter sällan såg till varandra. 
Vid Sovjets invasion av Manchuriet i augusti 1945 evakuerades Li Yuqin tillsammans med Puyi och resten av hans familj med tåg från Changchun till Dalizigou. I Dalizigou delades sällskapet, då Puyi fortsatte med flygplan som inte kunde ta med hela sällskapet. Puyi berättade senare, att Li Yuqin var mycket rädd när han lämnade henne i Dalizigou, men att han tröstade henne med att hon och Wanrong kunde nå Japan med tåg utan att stöta på några problem. Vissa källor uppger att Puyi utgick ifrån att kvinnorna skulle bli bättre behandlade än män om de blev tillfångatagna, och att han därför var mindre oroliga för att lämna sina hustrur kvar efter sig. 
Puyi fortsatte tillsammans med två av sina systrar, sina bröder tre av sina syskonsöner, sin läkare och en tjänare till Mukden, där han dock tillfångatogs. Li Yuqin, tillsammans med Puyis andra hustru Wanrong och svägerska Hiro Saga, tillfångatogs av kinesiska kommunistiska trupper i januari 1946. De förvarades först i ett fängelse i Jili och fördes senare till Changchun. Li Yuqin tog hand om Wanrong i fängelset, eftersom Wanrong led av invalidiserande abstinensbesvär och inte kunde ta hand om sig själv sedan hon inte längre hade några tjänare.
Li Yuqin hade inte spelat någon betydelsefull roll under sin tid som konkubin. Hon blev inte formellt anklagad för något specifikt, och när hennes familj förklarade sig villig att ta hand om henne, blev hon släppt ur fängelset. Hon ska ha erbjudit sig att ta med sin Wanrong av medlidande, men hennes familj var inte villiga att ta emot denna också.    
Efter frigivningen återvände hon till sin familj. Hon arbetade sedan i en fabrik och på ett bibliotek. År 1955 besökte hon Puyi i fängelset. Hon ansökte om en skilsmässa, men myndigheterna förde i stället henne och Puyi till ett rum med en säng och krävde att de skulle försonas. Hon uppgav att de hade samlag på myndigheternas order. 
Li Yuqin tog ändå ut skilsmässa 1957, och gifte om sig med teknikern Huang Yugeng, med vilken hon fick två söner. Under kulturrevolutionen utsattes hon för trakasserier på grund av sitt förflutna som kejserlig konkubin. Hon avled i skrumplever 2001.